# Яннаку, Мариэтта
Мариори (Мариэтта) Яннаку (греч. Μαριορή (Μαριέττα) Γιαννάκου, 6 июня 1951, Еракион — 27 февраля 2022, Афины) — греческий политический и государственный деятель. Член партии Новая демократия. Депутат парламента Греции с 2019 года. Ранее — депутат Европейского парламента и член фракции Европейской народной партии (1984—1990, 1999—2000, 2009—2014), министр образования и по делам религий (2004—2007), министр здравоохранения (1990—1991).

## Биография
Родилась 5 июня 1951 года в деревне Еракион в Лаконии. Дочь Панайотиса Яннакиса (Παναγιώτης Γιαννάκης).
Окончила медицинскую школу Афинского университета.
В октябре 1974 года была одной из основателей молодёжной организации Новой демократии (ΟΝΝΕΔ), являлась членом исполнительного комитета. В 1979 году вступила в партию Новая демократия, с 1997 года — член центрального комитета, с 1998 года — член исполнительного комитета. 29 июля 2004 года на VI съезде партии избрана членом политсовета партии. В июле 2007 года переизбрана членом политсовета на VII съезде. В 1981—1984 годах — советник президента партии.
Четыре раза избиралась в Европейский парламент. Впервые была избрана по итогам выборов 1984 года. Была членом фракции Европейской народной партии. Переизбрана на следующих выборах, возглавила группу Новой демократии в Европейском парламенте.
Пять раз избиралась в парламент Греции. По итогам выборов 1993 года впервые избрана депутатом парламента Греции. Переизбрана по итогам следующих выборов.
По итогам выборов в Европейский парламент 1999 года вновь избрана депутатом, возглавила группу Новой демократии в Европейском парламенте. 4 сентября 2000 года её сменил Ставрос Ксархакос.
По итогам парламентских выборов 2000 года вновь избрана депутатом. Переизбрана по итогам следующих выборов.
11 апреля 1990 года получила портфель министра здравоохранения в правительстве Константиноса Мицотакиса, сполняла обязанности до 7 августа 1991 года. 10 марта 2004 года получила портфель министра образования и по делам религий в первом кабинете Костаса Караманлиса. В 2006 году по её инициативе парламент Греции одобрил закон о создании Афинской мечети. Весной 2006 года объявила о реформе образования, что вызвало массовые протесты студентов и преподавателей. Ушла в отставку 16 сентября 2007 года.
По итогам выборов в Европейский парламент 2009 года вновь избрана депутатом, возглавила группу Новой демократии в Европейском парламенте.
По итогам парламентских выборов 2019 года вновь избрана депутатом. Является главой делегации парламента Греции в Парламентской ассамблее НАТО.
Владела французским, английским, испанским и немецким языками.

## Личная жизнь
В 1983 году вышла замуж за Панайотиса Куцикоса (Παναγιώτης Κούτσικος), в 1997 году развелась. Дочь — Зои-Электра Куцику (Ζωή-Ηλέκτρα Κουτσίκου, род. 19 декабря 1991).